# Eredivisie 1964/65
Het seizoen 1964/65 van de Nederlandse Eredivisie was het negende seizoen waarin onder de KNVB-vlag een professionele Eredivisie werd gevoetbald. Er werd dit seizoen gestreden door zestien clubs.
Feijenoord won voor de derde keer de Eredivisie en behaalde zodoende haar achtste landskampioenschap. Sittardia en NAC degradeerden. Aangezien Feijenoord dit seizoen ook de KNVB beker won heeft Feijenoord met het landskampioenschap voor het eerst in haar clubgeschiedenis de dubbel voltooid. Het was voor het eerst sinds de dubbels van HVV in het seizoen 1902/03 en RAP in het seizoen 1898/99 dat een Nederlandse voetbalclub de dubbel won.

## Bijzonderheden
- In de wedstrijd tussen Sportclub Enschede en Go Ahead op 27 september 1964 raakte de doelman van Sportclub Enschede, Piet Lagarde gewond na een overtreding van Joop Butter van Go Ahead. Lagarde, die tweemaal voor het Nederlands elftal uitkwam, zou daarna niet meer op het hoogste niveau voetballen.
- Op 15 november 1964 debuteerde Johan Cruijff voor Ajax, uit tegen GVAV in het Oosterpark in Groningen. Ajax verloor met 3–1. Het doelpunt van Ajax werd gemaakt door Cruijff.
- De trainer van Ajax, Vic Buckingham, haalde het einde van de competitie niet. Hij werd opgevolgd door Rinus Michels. Ajax behaalde het slechtste resultaat in de clubgeschiedenis door als 13de in de eredivisie te eindigen (van in totaal  16 clubs).

## Teams
| Club               | Plaats          | Accommodatie       | Capaciteit | Trainer                      |
| ------------------ | --------------- | ------------------ | ---------- | ---------------------------- |
| ADO                | Den Haag        | Zuiderparkstadion  | 29.000     | Ernst Happel                 |
| Ajax               | Amsterdam       | De Meer            | 29.500     | Vic Buckingham Rinus Michels |
| DOS                | Utrecht         | Galgenwaard        | 23.000     | Arie de Vroet                |
| DWS                | Amsterdam       | Olympisch Stadion  | 65.000     | Leslie Talbot                |
| Feijenoord         | Rotterdam       | Stadion Feijenoord | 65.000     | Willy Kment                  |
| Fortuna '54        | Geleen          | Mauritsstadion     | 27.000     | Wim Latten                   |
| Go Ahead           | Deventer        | Vetkampstraat      | 20.000     | František Fadrhonc           |
| GVAV               | Groningen       | Oosterpark         | 17.500     | Tinus van der Pijl           |
| Heracles           | Almelo          | Bornsestraat       | 20.000     | Jan de Bouter                |
| MVV                | Maastricht      | De Geusselt        | 18.000     | Charles Siezenis             |
| NAC                | Breda           | Beatrixstraat      | 18.000     | Siem Plooijer                |
| PSV                | Eindhoven       | Philips Stadion    | 17.500     | Bram Appel                   |
| Sittardia          | Sittard         | De Baandert        | 20.000     | Frans Debruijn               |
| Sparta             | Rotterdam       | Het Kasteel        | 32.000     | Bill Thompson                |
| Sportclub Enschede | Enschede        | Het Diekman        | 22.000     | Friedrich Donenfeld          |
| Telstar            | Velsen-IJmuiden | Schoonenberg       | 18.000     | Jack Mansell                 |

## Eindstand
| pos | club               | gs | w  | g  | v  | pnt | dv | dt | ds  |
| --- | ------------------ | -- | -- | -- | -- | --- | -- | -- | --- |
| 1.  | Feijenoord         | 30 | 21 | 3  | 6  | 45  | 77 | 30 | 47  |
| 2.  | DWS                | 30 | 15 | 10 | 5  | 40  | 55 | 28 | 27  |
| 3.  | ADO                | 30 | 13 | 7  | 10 | 33  | 37 | 32 | 5   |
| 4.  | PSV                | 30 | 13 | 7  | 10 | 33  | 48 | 45 | 3   |
| 5.  | Sparta             | 30 | 11 | 9  | 10 | 31  | 39 | 40 | -1  |
| 6.  | Fortuna '54        | 30 | 13 | 5  | 12 | 31  | 44 | 49 | -5  |
| 7.  | Sportclub Enschede | 30 | 9  | 12 | 9  | 30  | 33 | 37 | -4  |
| 8.  | MVV                | 30 | 11 | 7  | 12 | 29  | 41 | 51 | -10 |
| 9.  | Heracles           | 30 | 11 | 7  | 12 | 29  | 36 | 52 | -16 |
| 10. | Telstar            | 30 | 9  | 10 | 11 | 28  | 31 | 36 | -5  |
| 11. | Go Ahead           | 30 | 8  | 11 | 11 | 27  | 36 | 36 | 0   |
| 12. | DOS                | 30 | 8  | 11 | 11 | 27  | 43 | 52 | -9  |
| 13. | Ajax               | 30 | 9  | 8  | 13 | 26  | 52 | 51 | 1   |
| 14. | GVAV               | 30 | 8  | 10 | 12 | 26  | 39 | 47 | -8  |
| 15. | Sittardia          | 30 | 8  | 7  | 15 | 23  | 36 | 46 | -10 |
| 16. | NAC                | 30 | 7  | 8  | 15 | 22  | 34 | 49 | -15 |

### Legenda
| Kleur | Kwalificatie voor                            |
| ----- | -------------------------------------------- |
|       | Landskampioen, Voorronde Europacup I         |
|       | International Football Cup                   |
|       | Verliezend finalist KNVB Beker, Europacup II |
|       | Jaarbeursstedenbeker                         |
|       | Degradatie naar de Eerste divisie            |

### Uitslagen
| Thuis (beneden) / Uit (rechts) | ADO   | AJA   | DOS   | DWS   | ENS   | FEIJ  | F54   | GOA   | GVA   | HER   | MVV   | NAC   | PSV   | SIT   | SPA   | TEL   |
| ------------------------------ | ----- | ----- | ----- | ----- | ----- | ----- | ----- | ----- | ----- | ----- | ----- | ----- | ----- | ----- | ----- | ----- |
| ADO                            |       | 2 – 1 | 2 – 1 | 1 – 0 | 0 – 0 | 3 – 0 | 1 – 2 | 0 – 3 | 4 – 1 | 2 – 0 | 0 – 1 | 2 – 2 | 0 – 1 | 1 – 0 | 1 – 0 | 1 – 1 |
| Ajax                           | 5 – 1 |       | 0 – 0 | 0 – 3 | 1 – 2 | 1 – 1 | 2 – 1 | 4 – 1 | 1 – 1 | 1 – 4 | 9 – 3 | 3 – 0 | 5 – 0 | 1 – 0 | 1 – 3 | 0 – 2 |
| DOS                            | 0 – 3 | 2 – 2 |       | 1 – 2 | 0 – 2 | 3 – 1 | 0 – 3 | 3 – 1 | 2 – 3 | 1 – 4 | 1 – 1 | 1 – 1 | 2 – 0 | 2 – 1 | 0 – 4 | 3 – 1 |
| DWS                            | 1 – 1 | 1 – 1 | 0 – 0 |       | 3 – 1 | 2 – 1 | 0 – 2 | 1 – 1 | 3 – 1 | 5 – 0 | 4 – 1 | 3 – 1 | 1 – 1 | 2 – 0 | 7 – 1 | 2 – 1 |
| Sportclub Enschede             | 1 – 0 | 0 – 4 | 2 – 2 | 0 – 0 |       | 2 – 0 | 0 – 0 | 0 – 0 | 2 – 1 | 1 – 0 | 1 – 1 | 6 – 1 | 1 – 3 | 3 – 0 | 1 – 1 | 1 – 3 |
| Feijenoord                     | 2 – 1 | 9 – 4 | 4 – 2 | 3 – 1 | 4 – 0 |       | 5 – 0 | 1 – 1 | 1 – 1 | 5 – 0 | 3 – 0 | 5 – 1 | 1 – 0 | 2 – 1 | 3 – 1 | 4 – 1 |
| Fortuna '54                    | 2 – 3 | 2 – 0 | 2 – 4 | 1 – 2 | 2 – 2 | 1 – 0 |       | 2 – 1 | 1 – 0 | 2 – 0 | 0 – 0 | 1 – 6 | 2 – 5 | 0 – 3 | 3 – 1 | 0 – 1 |
| Go Ahead                       | 0 – 1 | 1 – 0 | 3 – 3 | 1 – 2 | 0 – 0 | 0 – 1 | 1 – 3 |       | 0 – 0 | 2 – 2 | 1 – 0 | 2 – 0 | 0 – 1 | 1 – 1 | 1 – 1 | 0 – 1 |
| GVAV                           | 0 – 0 | 3 – 1 | 0 – 1 | 1 – 5 | 1 – 0 | 1 – 3 | 3 – 3 | 2 – 2 |       | 0 – 0 | 5 – 2 | 3 – 0 | 0 – 1 | 2 – 0 | 1 – 2 | 1 – 1 |
| Heracles                       | 1 – 1 | 1 – 0 | 1 – 0 | 1 – 0 | 1 – 2 | 1 – 5 | 2 – 4 | 0 – 6 | 0 – 0 |       | 3 – 2 | 4 – 2 | 1 – 4 | 0 – 3 | 1 – 1 | 1 – 1 |
| MVV                            | 1 – 0 | 2 – 2 | 2 – 2 | 2 – 0 | 2 – 0 | 1 – 2 | 1 – 0 | 1 – 0 | 3 – 0 | 1 – 0 |       | 3 – 1 | 0 – 3 | 2 – 3 | 2 – 0 | 0 – 2 |
| NAC                            | 0 – 1 | 1 – 2 | 3 – 0 | 1 – 2 | 1 – 1 | 1 – 0 | 0 – 1 | 2 – 0 | 1 – 0 | 0 – 0 | 1 – 1 |       | 1 – 0 | 2 – 2 | 1 – 2 | 2 – 0 |
| PSV                            | 3 – 3 | 3 – 0 | 1 – 1 | 0 – 0 | 0 – 0 | 0 – 4 | 1 – 2 | 3 – 4 | 2 – 2 | 0 – 1 | 0 – 3 | 1 – 0 |       | 1 – 3 | 3 – 2 | 3 – 2 |
| Sittardia                      | 0 – 1 | 2 – 1 | 1 – 1 | 1 – 1 | 2 – 1 | 0 – 2 | 2 – 2 | 0 – 1 | 4 – 2 | 1 – 4 | 2 – 1 | 1 – 1 | 2 – 5 |       | 1 – 2 | 0 – 1 |
| Sparta                         | 1 – 0 | 0 – 0 | 1 – 1 | 2 – 2 | 3 – 0 | 0 – 3 | 1 – 0 | 0 – 0 | 0 – 1 | 0 – 2 | 5 – 1 | 1 – 0 | 2 – 2 | 1 – 0 |       | 1 – 1 |
| Telstar                        | 2 – 1 | 0 – 0 | 1 – 4 | 0 – 0 | 1 – 1 | 0 – 2 | 2 – 0 | 1 – 2 | 2 – 3 | 0 – 1 | 1 – 1 | 1 – 1 | 0 – 1 | 0 – 0 | 1 – 0 |       |

## Topscorers
| #   | Naam                  | Club        | Goal |
| --- | --------------------- | ----------- | ---- |
| 01. | Frans Geurtsen        | DWS         | 23   |
| 02. | Spitz Kohn            | Fortuna '54 | 19   |
| 03. | Willy van der Kuijlen | PSV         | 18   |
| 03. | Hans Venneker         | Feijenoord  | 18   |
| 05. | Henk Bosveld          | Sparta      | 17   |
| 05. | Henk Groot            | Feijenoord  | 17   |
| 07. | Klaas Nuninga         | Ajax        | 15   |
| 08. | Piet Kruiver          | Feijenoord  | 14   |
| 08. | Tonny van der Linden  | DOS         | 14   |
| 10. | Kees Aarts            | ADO         | 12   |
| 10. | Hennie van Nee        | Heracles    | 12   |